# Dance Macabre
Dance Macabre ist ein Lied der schwedischen Heavy-Metal-Band Ghost. Es war die zweite Single aus dem vierten Studioalbum Prequelle.

## Entstehung
Das Lied wurde vom Sänger Tobias Forge geschrieben, der auf dem Album Prequelle das Pseudonym Cardinal Copia verwendet. Forge beschrieb Dance Macabre als Lied, das „direkt auf dem Punkt kommt“ und ein Gleichgewicht zu zwei von Forge als „ambitioniert“ beschriebene Lieder darstellen soll. Forge verglich das Lied mit einer Verfolgungsjagd in einem Spielfilm. Produziert wurde das Lied von Tom Dalgety. Inhaltlich befasst sich das Lied mit der Zeit des Schwarzen Todes, der der zwischen 1346 und 1353 in Europa geschätzte 25 Millionen Todesopfer forderte. Während viele Menschen starben herrschte in den Kneipen und Bordellen Hochbetrieb, weil die Menschen feierten als wenn es kein Morgen geben würde, da die Menschen wussten, dass sie sterben werden.

„Dance Macabre fängt diesen glücklichen, nächtlichen Lebensstil in einem Discosong ein.“

Über Instagram wurde Mitte Mai 2018 ein Video zu dem Lied veröffentlicht. Während des Videos hört man Dance Macabre, sieht allerdings prominente Musiker wie Kirk Hammett von Metallica oder Phil Anselmo (ex-Pantera). Im Oktober 2018 veröffentlichte die Band dann ein offizielles Musikvideo. Zev Deans führte Regie bei dem Clip, der die Hintergrundgeschichte der Figur Cardinal Copia erzählt.

## Rezeption
Dennis Drögemüller vom deutschen Magazin Visions schrieb, dass das Eingangsriff „in seiner Cockrockigkeit mit dem Penis eingespielt worden“ zu sein scheint. Ab dem „Pre-Chorus müsse man über Abba reden, spätestens im Refrain über Toto“. Jonas A. M. Erbaş vom Onlinemagazin Metal.de zufolge „kombinieren Ghost muntere Disco-Grooves mit erstklassigem Hard-Rock-Sound“. Das Ergebnis wäre „eine lebhafte Nummer, die zügellose Tanzwut aufkommen lasse“. Andreas Schiffmann vom Onlinemagazin Musikreviews.de beschrieb Dance Macabre als „fiester Ausbund an Eingängigkeit auf dem Album“.

## Kommerzieller Erfolg

### Chartplatzierungen
Dance Macabre erreichte Platz 68 der schwedischen Singlecharts. In den USA erreichte das Lied Platz eins der Billboard-Mainstream-Rock-Songs-Charts. Es war nach Square Hammer und Rats die dritte Nummer eins in diesen Charts, die sich nach Airplay im Radio richtet. Das US-amerikanische Onlinemagazin Loudwire führte Dance Macabre auf Platz fünf der 40 besten Hard-Rock-Songs des Jahres 2018. Das deutsche Magazin Visions führte das Musikvideo für Dance Macabre unter den 20 besten Musikvideos des Jahres 2018.

### Auszeichnungen für Musikverkäufe
| Land/Region               | Auszeichnungen für Musikverkäufe (Land/Region, Auszeichnung, Verkäufe) | Verkäufe |
| ------------------------- | ---------------------------------------------------------------------- | -------- |
| Brasilien (PMB)           | Gold                                                                   | 20.000   |
| Kanada (MC)               | Gold                                                                   | 40.000   |
| Norwegen (IFPI)           | Gold                                                                   | 30.000   |
| Vereinigte Staaten (RIAA) | Gold                                                                   | 500.000  |
| Insgesamt                 | 4× Gold ·                                                              | 590.000  |